# Сокальський Арон Єфимович
Арон Єфимович Сокальський (1915—1941) — український радянський футболіст, воротар.

## Біографія
Вихованець київської дитячої футбольної школи залізничників. Виступав за аматорські команди «Водники» (1934—1935) і «Вимпел» (1936—1938). У складі другої команди брав участь у розіграші кубка СРСР 1936 року. Два сезони захищав кольори «Локомотива», клубу другого дивізіону. 1941 року одесити повернулися до групи «А» і запросили до свого складу Арона Сокальського. У незавершеній першості боровся за місце основного голкіпера «Спартака» з Борисом Набоковим. Обидва гравці провели до початку війни по п'ять ігор.
Освіта — незавершена вища. працював помічником машиніста. Учасник Другої світової війни. Загинув під час оборони Одеси.